# Suroeste de La Sierra de Cardeña y Montoro
Suroeste de La Sierra de Cardeña y Montoro este o arie protejată (arie specială de conservare — SAC, sit de importanță comunitară — SCI) din Spania întinsă pe o suprafață de 33.064,83 ha, integral pe uscat.

## Localizare
Centrul sitului Suroeste de La Sierra de Cardeña y Montoro este situat la coordonatele 38°09′00″N 4°28′11″W / 38.1501°N 4.4698°V.

## Înființare
Situl Suroeste de La Sierra de Cardeña y Montoro a fost declarat sit de importanță comunitară în decembrie 1997 pentru a proteja 50 de specii de animale. Situl a fost protejat și ca arie specială de conservare în martie 2015.

## Biodiversitate
Situată în ecoregiunea mediteraneană, aria protejată conține 16 habitate naturale: Păduri de Quercus ilex și Quercus rotundifolia, Dehesas cu Quercus spp. perene, Păduri de Quercus suber, Cursuri de apă de la nivel de câmpie la nivel montan, cu vegetație Ranunculion fluitantis și Callitricho-Batrachion, Matorral arborescenți cu Juniperus spp., Galerii de Salix alba și de Populus alba, Galerii și tufărișuri riverane sudice (Nerio-Tamaricetea și Securinegion tinctoriae), Pseudostepă cu ierburi și specii anuale de Thero-Brachypodietea, Păduri iberice de Quercus faginea și Quercus canariensis, Păduri termofile cu Fraxinus angustifolia, Fânețe de joasă altitudine (Alopecurus pratensis, Sanguisorba officinalis), Pante stâncoase silicioase cu vegetație casmofită, Roci stâncoase cu vegetație pionieră de Sedo-Scleranthion sau Sedo albi-Veronicion dillenii, Tufărișuri termo-mediteraneene și de pre-deșert, Pajiști umede mediteraneene cu ierburi înalte de Molinio-Holoschoenion, Liziere de ierburi înalte hidrofile de câmpie și de nivel montan până la alpin.
La baza desemnării sitului se află mai multe specii protejate:
- păsări (36): pescăruș albastru (Alcedo atthis), rață mare (Anas platyrhynchos), Aquila adalberti, acvilă de munte (Aquila chrysaetos), Aquila fasciata, stârc cenușiu (Ardea cinerea), stârc roșu (Ardea purpurea), buha (Bubo bubo), ciocârlie-cu-degete-scurte (Calandrella brachydactyla), caprimulg (Caprimulgus europaeus),  prundaș gulerat mic (Charadrius dubius), barză albă (Ciconia ciconia), barză neagră (Ciconia nigra), șerpar (Circaetus gallicus), erete de stuf (Circus aeruginosus), erete cenușiu (Circus pygargus), dumbrăveancă (Coracias garrulus), egretă mică (Egretta garzetta), Elanus caeruleus, lișiță (Fulica atra), Galerida theklae, vulturul pleșuv sur (Gyps fulvus), acvilă pitică (Hieraaetus pennatus), piciorong (Himantopus himantopus), stârc pitic (Ixobrychus minutus), pescăruș negricios (Larus fuscus), pescăruș râzător (Larus ridibundus), ciocârlie de pădure (Lullula arborea), ciocârlie de bărăgan (Melanocorypha calandra), gaia neagră (Milvus migrans), gaia roșie (Milvus milvus), stârc de noapte (Nycticorax nycticorax), cormoran mare (Phalacrocorax carbo carbo), corcodel mare (Podiceps cristatus), Porphyrio porphyrio porphyrio, silvie de tufiș (Sylvia undata)
- amfibieni (1): Discoglossus galganoi
- mamifere (9): vidră de râu (Lutra lutra), râs iberic (Lynx pardinus), liliac cu aripi lungi (Miniopterus schreibersii), liliac cu urechi de șoarece (Myotis blythii), liliac cărămiziu (Myotis emarginatus), liliac comun (Myotis myotis), liliacul mediteranean cu potcoavă (Rhinolophus euryale), liliacul mare cu potcoavă (Rhinolophus ferrumequinum), liliacul mic cu potcoavă (Rhinolophus hipposideros)
- pești (2): Cobitis paludica, Squalius alburnoides
- reptile (2): țestoasa de baltă (Emys orbicularis), Mauremys leprosa

Pe lângă speciile protejate, pe teritoriul sitului au mai fost identificate 5 specii de plante, 5 specii de amfibieni, 1 specie de reptile.